# Ionius
Ionius († 471) hieß möglicherweise mit vollem Namen Apollonius und war ein spätantiker römischer Jurist.
Sein Epitaph ist zerbrochen; da aber die meisten Fragmente erhalten sind, lässt es sich weitgehend rekonstruieren. Aufbewahrt wird der Stein im Kloster Sankt Paul vor den Mauern bei Rom. Die Grabinschrift preist Ionius als Gesetzesexperten (legum peritissimus), nicht – wie in ähnlichen Texten dieser Zeit meist üblich – als Rechtsgelehrten (iuris peritus). Da im 5. Jahrhundert zwischen ius („Juristenrecht“) und leges (kaiserliche Gesetzgebung) unterschieden wurde, erklärt sich die Rechtsforschung diesen Unterschied so, dass Ionius sich in dem zu seinen Lebzeiten erlassenen Codex Theodosianus wohl besonders gut zurechtfand.
Es wird vermutet, dass er aus senatorischen Verhältnissen stammte, denn es heißt auf seinem Grabstein, Ionius sei von vorzüglichem Rang (nobilitate praecipuus) gewesen. Gleichwohl wird ihm zum Lebensende lediglich der Rang eines vir spectabilis bescheinigt, ein Hinweis darauf, dass er kein aktives Senatsmitglied war. Die Eigenschaft des vir spectabilis mag er sich in der Assistenz bei einem höchstrangigen Verwaltungsbeamten erworben haben.
Ebenfalls auf dem Grabstein erwähnt wird die Ehefrau des Ionius, die Ende August 463 mit 59 Jahren begraben wurde. Ihr Name ist nicht erhalten, wird aber in der Forschung zu „Soteris“ oder „Sotera“ ergänzt. Der Jurist selbst wurde der Inschrift zufolge am 4. Dezember 471 begraben, und zwar, wenn die Inschrift auf der Rückseite und die Grabinschrift des Ionius zusammengehören, von seiner Mutter.